# Llámame
Llámame è un singolo del cantante rumeno WRS, pubblicato il 10 febbraio 2022 come sesto estratto dal primo EP Mandala.

## Descrizione
Il 23 dicembre 2021 è stato confermato che con Llámame WRS avrebbe preso parte a Selecția Națională 2022, il programma di selezione del rappresentante della Romania all'Eurovision Song Contest. Il brano è stato pubblicato in digitale il successivo 10 febbraio. Dopo aver superato i round preliminari e la semifinale, in occasione della finale dell'evento, che si è svolta il 5 marzo 2022, il cantante è risultato il vincitore, diventando di diritto il rappresentante rumeno a Torino.
Il 31 marzo 2022 è uscita la versione eurovisiva del brano, con una produzione leggermente modificata rispetto all'originale, pubblicata insieme al primo EP di WRS, Mandala, come sesta e ultima traccia.
Nel maggio successivo, dopo essersi qualificato dalla seconda semifinale, WRS si è esibito nella finale eurovisiva, dove si è piazzato al 18º posto su 25 partecipanti con 65 punti totalizzati.

## Tracce
Testi e musiche di Andrei Ursu, Cezar Gună e Alexandru Turcu.
1. Llámame – 3:04

## Classifiche
| Classifica (2022-23) | Posizione massima |
| -------------------- | ----------------- |
| Grecia               | 73                |
| Islanda              | 33                |
| Lituania             | 15                |
| Moldavia             | 46                |
| Romania              | 1                 |
| Spagna               | 91                |